# Gilt Edge
Gilt Edge è un comune degli Stati Uniti d'America, situato nello Stato del Tennessee, nella Contea di Tipton.